# Cosmopterix xanthura
Cosmopterix xanthura là một loài bướm đêm thuộc họ Cosmopterigidae. Loài này có ở México (Tabasco).
Con trưởng thành được ghi nhận vào tháng 3.